# Tjeikas
Tjeikas är en sjö i Gällivare kommun i Lappland och ingår i Kalixälvens huvudavrinningsområde. Sjön har en area på 1,2 kvadratkilometer och ligger 494,6 meter över havet. Tjeikas ligger i Lina fjällurskog Natura 2000-område.

## Delavrinningsområde
Tjeikas ingår i det delavrinningsområde (747525-170689) som SMHI kallar för Utloppet av Tjeikas. Medelhöjden är 532 meter över havet och ytan är 16,13 kvadratkilometer. Det finns inga avrinningsområden uppströms utan avrinningsområdet är högsta punkten. Vattendraget som avvattnar avrinningsområdet har biflödesordning 3, vilket innebär att vattnet flödar genom totalt 3 vattendrag innan det når havet efter 316 kilometer. Avrinningsområdet består mestadels av skog (73 procent) och sankmarker (12 procent). Avrinningsområdet har 1,2 kvadratkilometer vattenytor vilket ger det en sjöprocent på 7,5 procent.